# Cipriano de Sousa Canavarro
Cipriano de Sousa Canavarro (Peso da Régua, 1823 – ?), senhor da Casa do Poeiro, foi um deputado miguelista eleito em 1842 para o parlamento da Monarquia Constitucional Portuguesa. A par de Caetano da Silva Beirão, este deputado eleito por Trás-os-Montes integrou a primeira presença dos vencidos da Guerra Civil Portuguesa nas Cortes liberais.

## Biografia
Nasceu em São Faustino do Peso da Régua, filho de António Pereira Carneiro de Sousa Canavarro, bacharel em Leis, deputado às Cortes Gerais e Extraordinárias da Nação Portuguesa em 1821-1822. Foi eleito deputado pela Província de Trás-os-Montes nas eleições gerais de 1842 para a V legislatura constitucional (1842-1845). No ambiente hostil que se vivia no parlamento em relação ao miguelismo, e perante a incompreensão dos próprios miguelistas que viam a participação parlamentar como traição, não teve intervenção parlamentar relevante.